# Kulturzentrum für europäische Raumfahrttechnologien
Das Kulturzentrum für europäische Raumfahrttechnologien (KSEVT, Slowenisch: Kulturno Središče Evropskih Vesoljskih Tehnologij) ist ein Institut, das sich mit der Kultur der Weltraumfahrt beschäftigt und bis 2017 seinen Sitz im slowenischen Vitanje hatte.

## Entstehung
Das Zentrum wurde am 6. September 2012 eröffnet. Ausschlaggebend für die Standortwahl war die Tatsache, dass dies der Heimatort der Mutter des österreichisch-slowenischen Militäringenieurs und Raumfahrttheoretikers Herman Potočnik (1892–1929) war.
Das Kunstprojekt wurde mit Hilfe der EU und des Kulturministeriums Sloweniens gebaut, das sich mit kulturellen Fragen der Raumfahrt beschäftigen soll. Die Architektur des Gebäudes ist der ersten Raumstation Potočniks nachempfunden, zu einer Zeit, in der die Eroberung des Alls noch ein Gedankenexperiment war.
Der Direktor des Raumfahrtzentrums, Miha Turšic, sagte bei seiner Eröffnungsrede:

„Seine Person ist nicht wichtig, was allein zählt, ist sein Buch.“

## Architektur

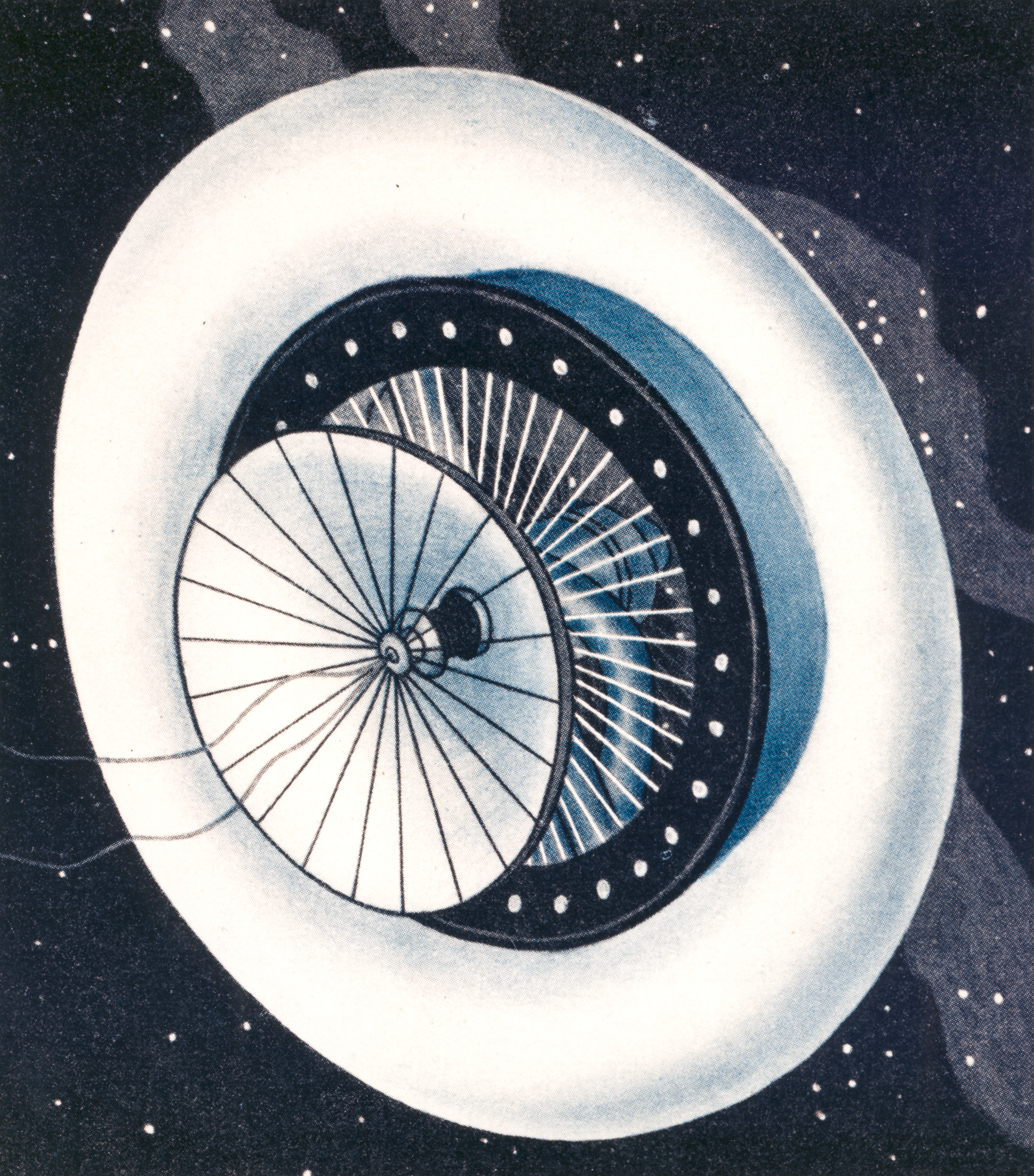
Das „Wohnrad“, Teil des dreiteiligen Raumstation-Entwurfs von Potočnik

Die Architektur des Gebäudes wurde von den Architekturbüros Bevk-Perović, Dekleva-Gregorič, OFIS und Sadar+Vuga erdacht. Der Entwurf lehnt sich an die Pläne für einen bewohnbaren Habitatring, einer der drei Teile einer geostationären Raumstation die Potočnik in seinem Buch „Das Problem der Befahrung des Weltraums - der Raketen-Motor“ von 1929 beschrieben hat.
Baubeginn war im Jahr 2009. Die Grundstücksfläche beträgt 33.305 m2, die Bruttogeschossfläche 2.450 m2 und die Baukosten sind mit 2,8 Millionen € beziffert. Das Gebäude ist ein Betonmonolith-Objekt mit Aluminiumverkleidung und Glas. Es liegt frei zwischen einer Hauptstraße auf der einen Seite und einen Strom mit grünem Hinterland auf der anderen Seite. Das Äußere und Innere des Gebäudes besteht aus zwei niedrigen Zylindern. Der Untere ist größer und steigt vom Norden zum Süden an, während der obere, kleinere Zylinder in den größeren im Süden einschneidet, wobei er gen Norden ansteigt. Der untere Zylinder wird durch die transparente Oberfläche der Verglasung am Eingang unterstützt. In der dynamischen Relation der beiden wird der Eindruck des Schwebens und der Rotation erzeugt und soll an die von Potočnik beschriebene Habitatstation erinnern. Von außen wird der dynamische Effekt zwischen den Zylindern von den Glasringen um das Gebäude herum verstärkt, es scheint dadurch zu schweben.
Die zentrale Halle ist vom Ausstellungsbereich umgeben, beide sind durch eine runde Öffnung miteinander verbunden. Die Autoren wollten so die örtliche Gemeindeprogramm und das wissenschaftliche Programm von KSEVT interagieren und zu betonen. Auf dem höchsten Punkt der kreisförmigen Ausstellung gibt es einen Übergang zu einem kleineren Zylinder des Gebäudes im ersten Stock, wo das Studium und die Forschung stattfindet. Hier befindet sich die Sonderbibliothek, die „Treasures of Modernity-Sammlung“. Zu den vorgenannten Räumlichkeiten gehören noch eine Multifunktionshalle und ein Auditorium.